# Királygébicsfélék

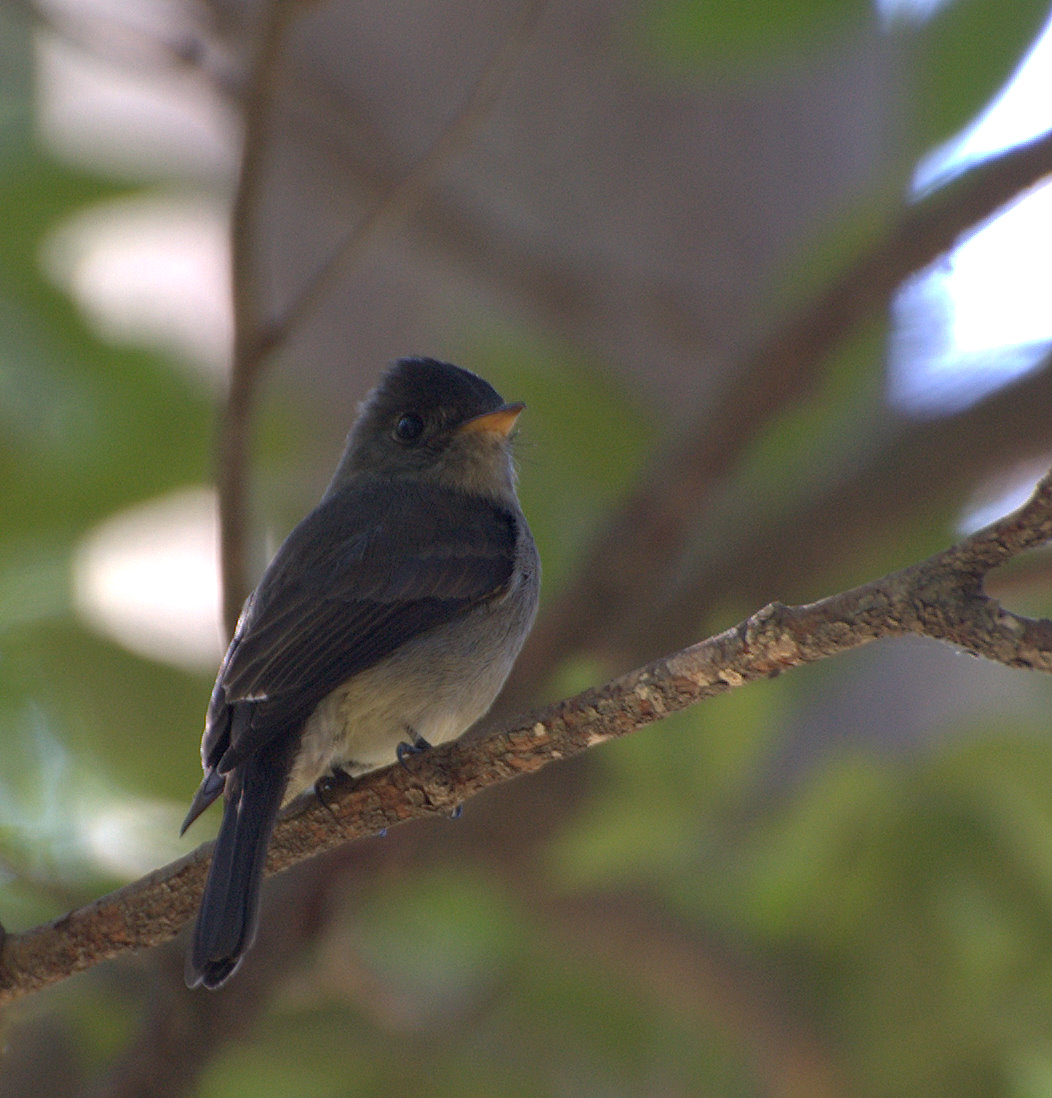
Trópusi pivi (Contopus cinereus)

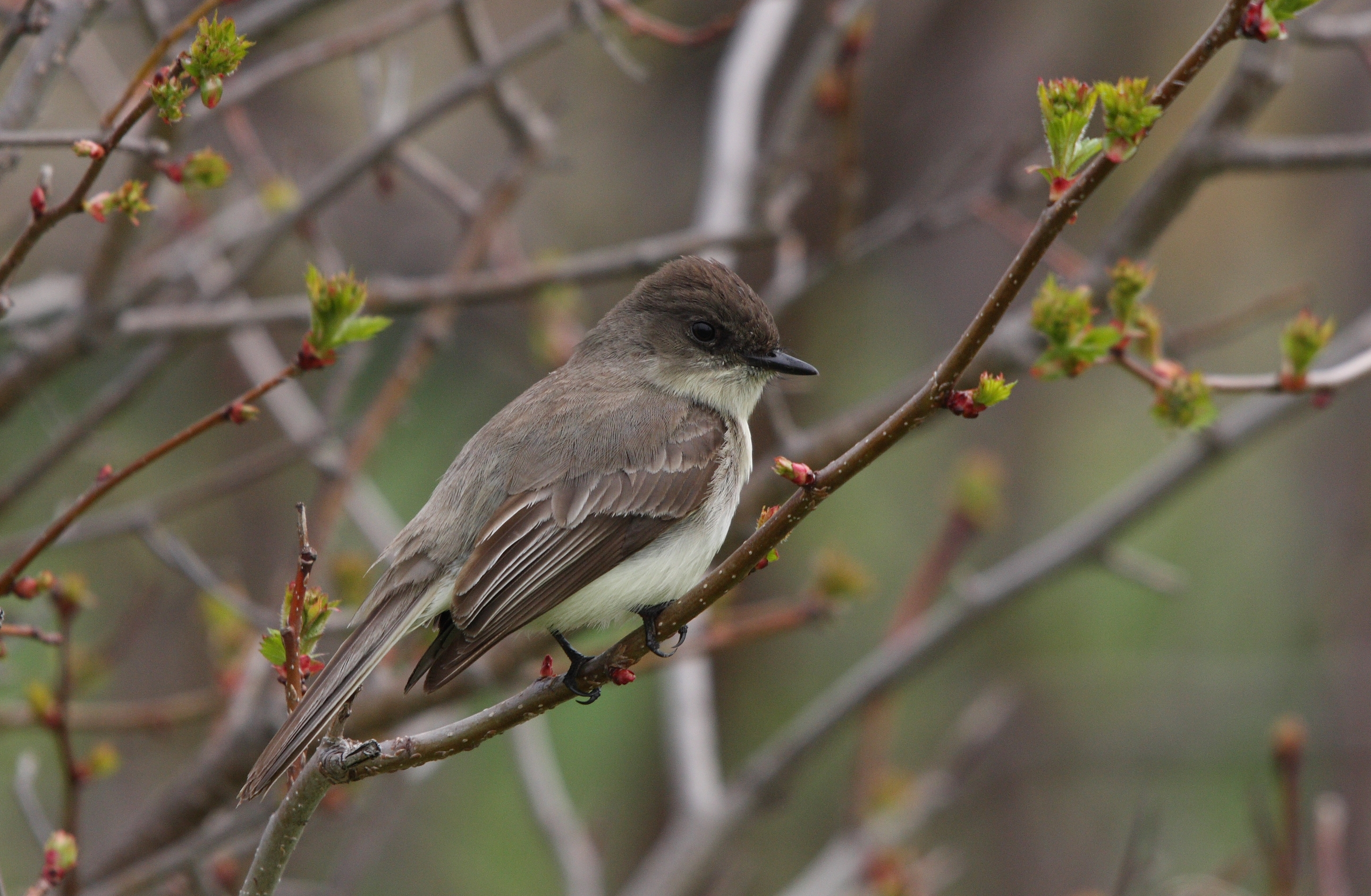
Szürke légykapótirannusz (Sayornis phoebe)

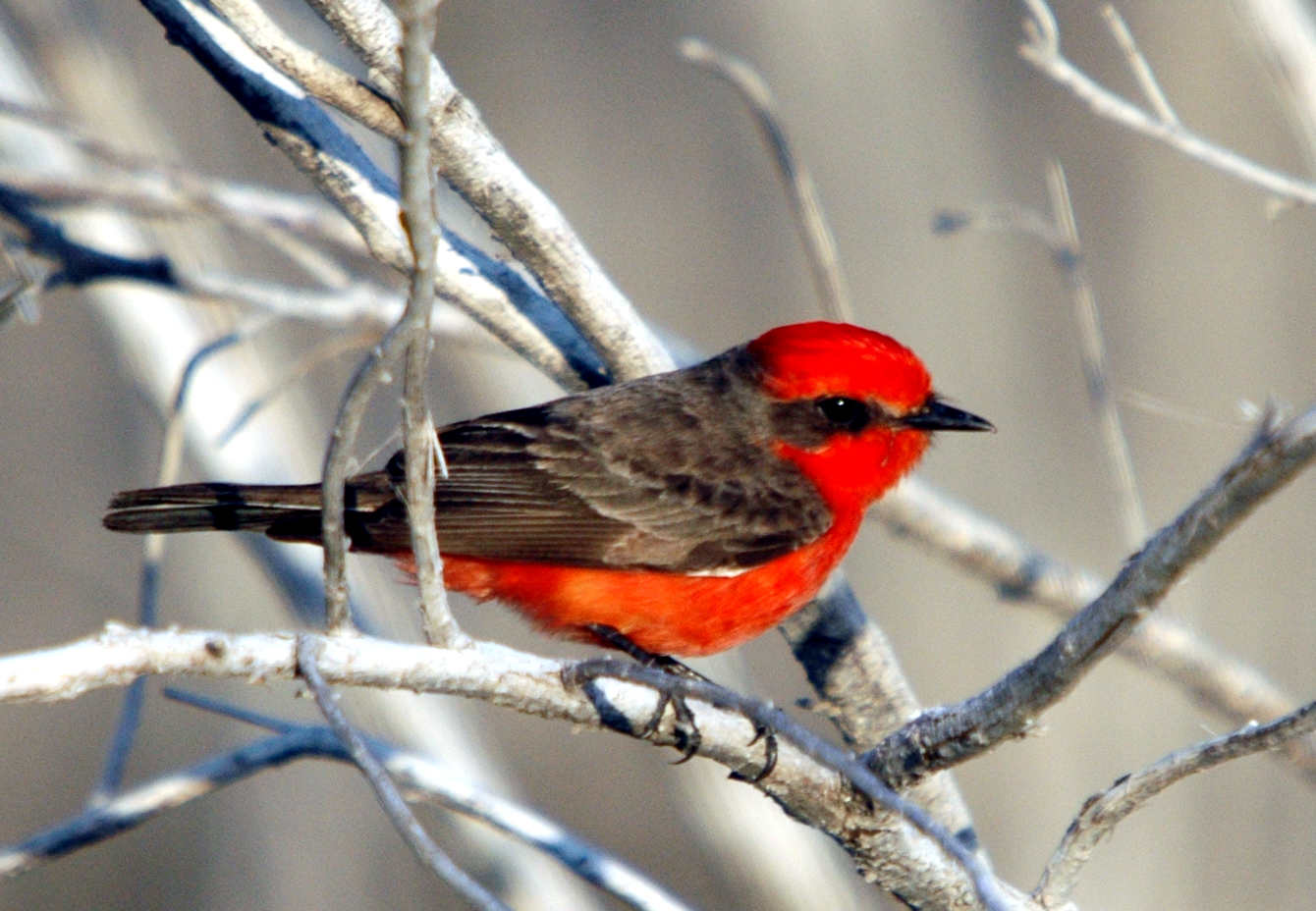
Rubinfejű tirannusz (Pyrocephalus rubinus)

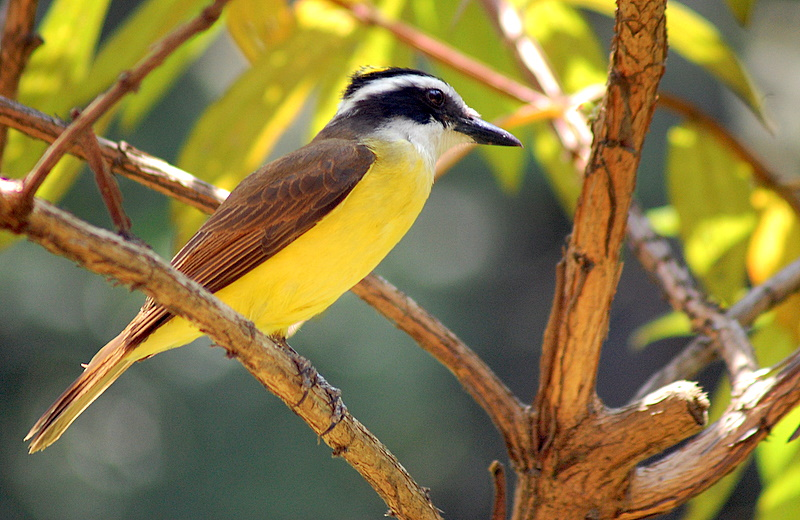
Bentévi (Pitangus sulphuratus)

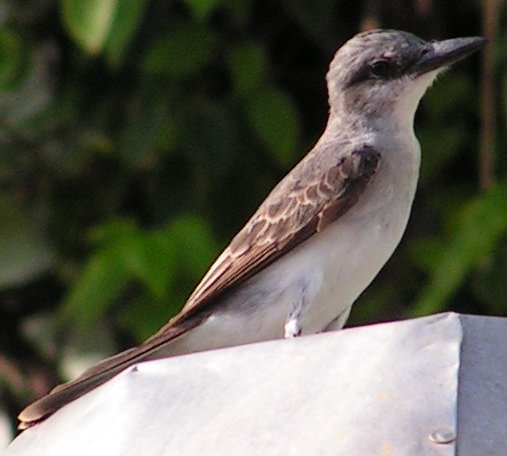
Tyrannus dominicensis

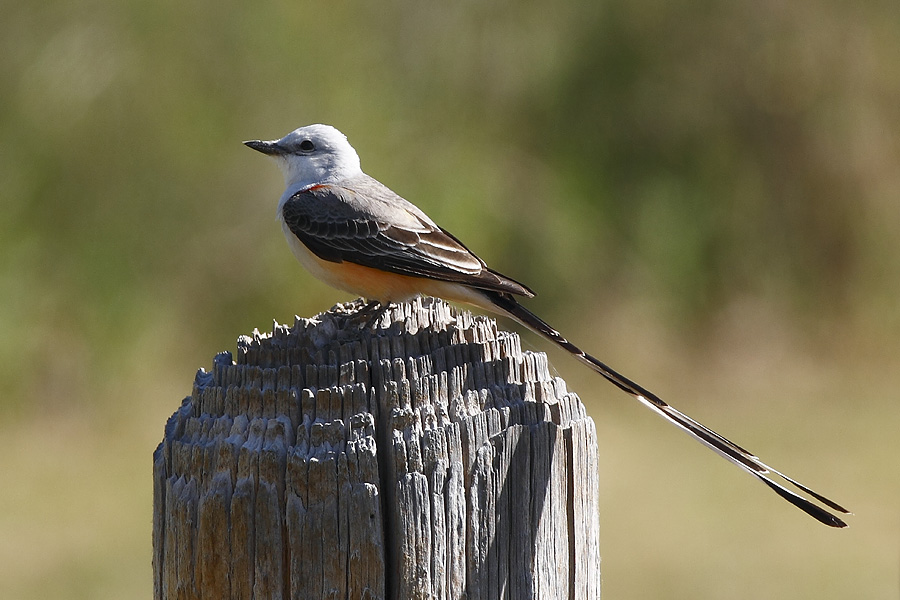
Ollósfarkú tirannusz (Tyrannus forficatus)

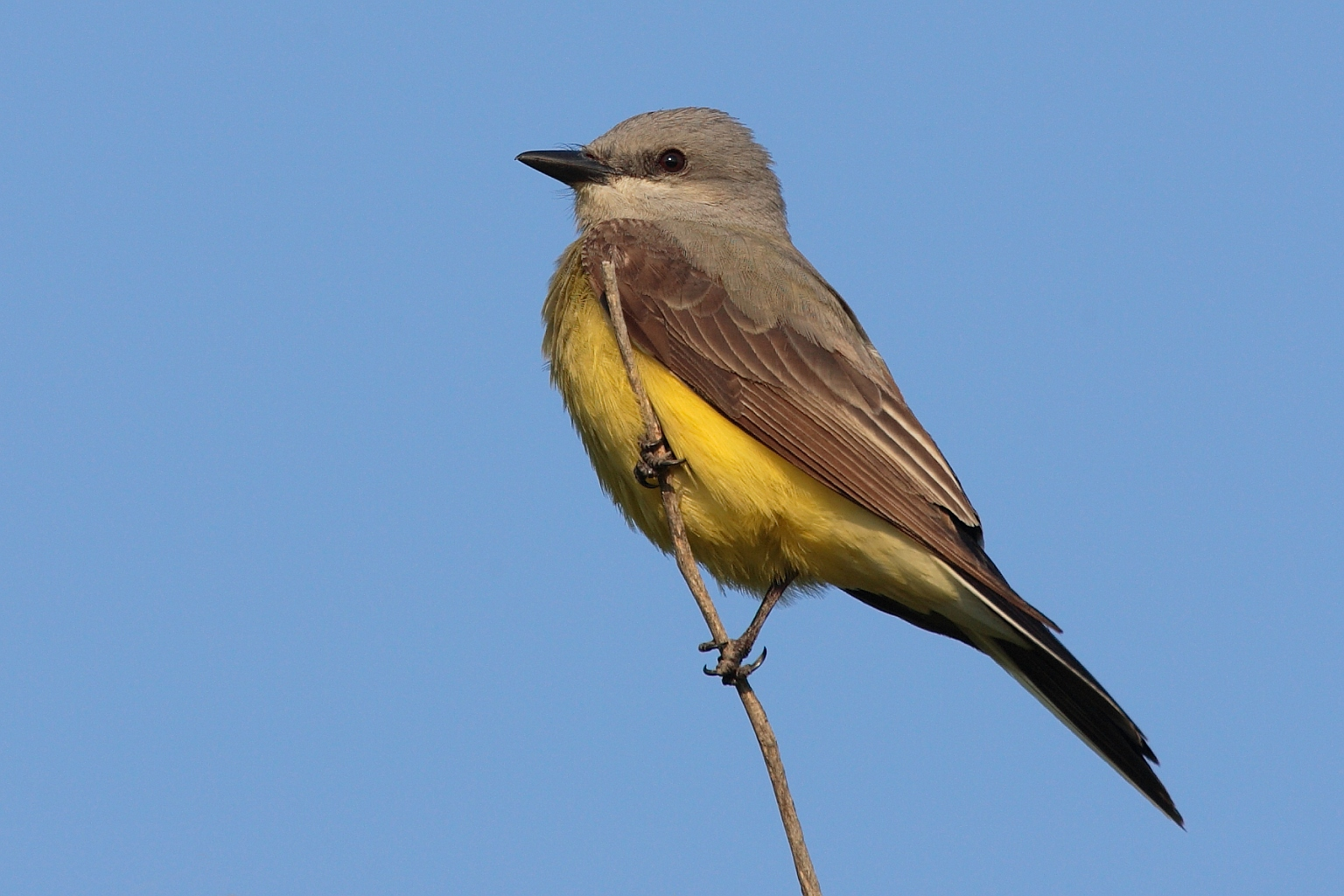
Arkansasi tirannusz (Tyrannus verticalis)

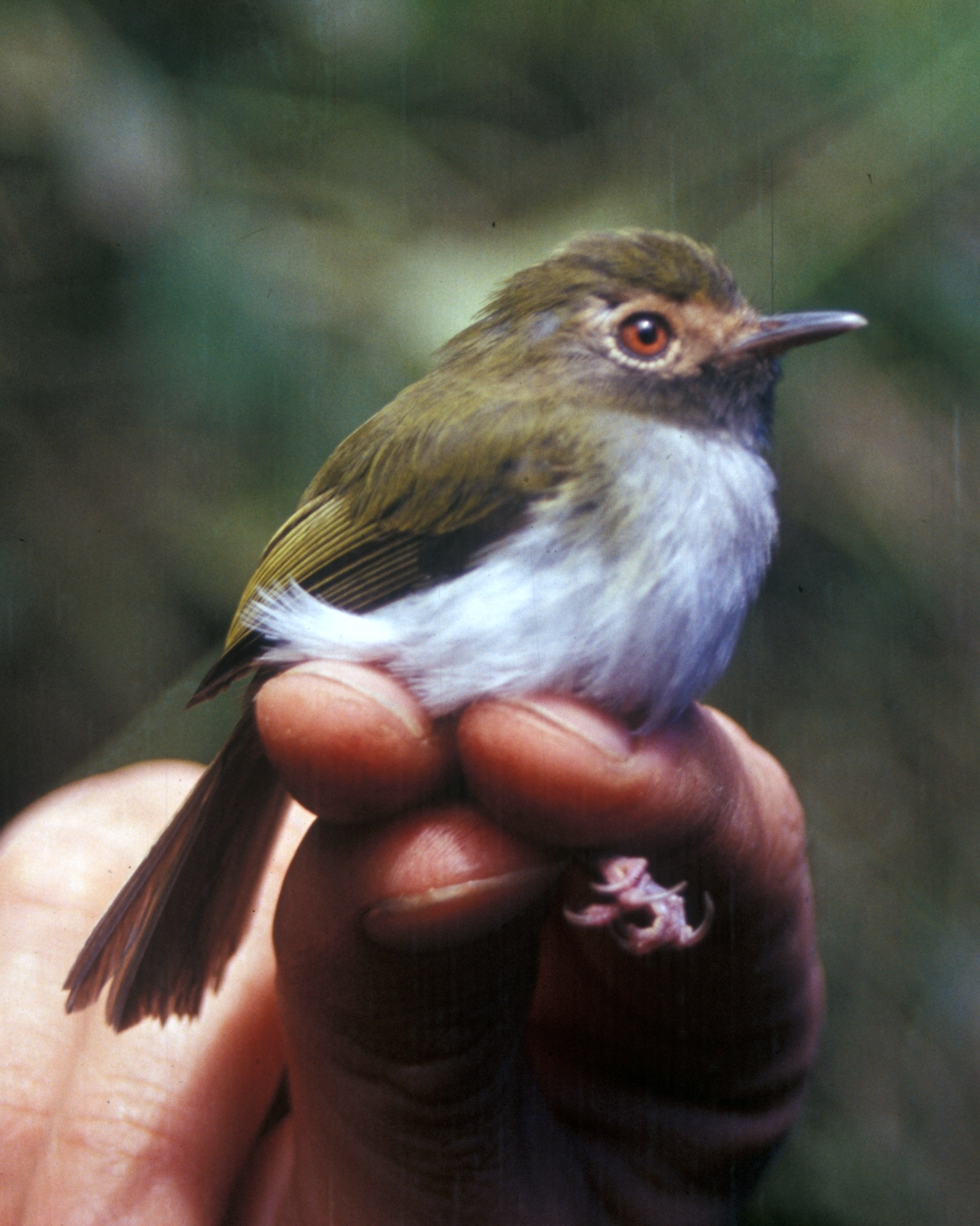
Hemitriccus granadensis

A királygébicsfélék (Tyrannidae) a madarak (Aves) osztályának verébalakúak (Passeriformes) rendjébe tartozó család.

## Előfordulásuk
Egész Amerikában, Kanadától a Tűzföldig elterjedtek, a Galápagos-szigeteken és a Falkland-szigeteken is találhatóak képviselői. Elterjedési területük legészakibb és legdélibb részén sok faj költöző madár. A trópusokon élő fajok megfogyatkozhatnak az élőhelyük pusztítása miatt. Nyílt terepen, tengerparti szavannákon, erdős vidékeken és esőerdőkben is jól érzik magukat.

## Megjelenésük
Az ide tartozó madarak aprók, legfeljebb középnagyságúak, a legnagyobbak is alig rigóméretűek. A királygébicsfélék hossza fajtól függően 5-37 centiméter között van; a hímek többnyire nagyobbak a tojóknál. Testtömegük fajtól függően 4,5-80 gramm között van; a hímek többnyire súlyosabbak a tojóknál. Tollazatuk színe fajtól függően nagyon változó. Hosszú farkuk vadászat közben megkönnyíti a gyors irányváltoztatást a levegőben. Bóbitájukat csak rendkívül zaklatott állapotban vagy támadáskor meresztik fel.

## Életmódjuk
A királygébicsfélék területhez kötődő madarak, de egyes fajok télen elköltöznek a költőhelyeikről. Táplálékuk rovarok, bogyók és gyümölcsök. A nagyobb fajok kis halakat is esznek.

## Szaporodásuk
A legtöbb faj egyéves korban éri el az ivarérettséget. A költési időszak tavasszal és kora nyáron van. A királygébicsfélék a költési időszakban igen harciasak. Ilyenkor még a jóval nagyobb madarakat is elűzik körzetükből. Általában egyszer költenek évente. A legtöbb faj 2-7 tojást rak, ezek többnyire fehérek, egyes fajoknál lehetnek barnán pettyezettek is. A trópusi fajok kevesebb tojást raknak, mint a mérsékelt övi madarak. Általában a tojásokat a tojó költi ki, de a hím ellátja táplálékkal. A kotlás 14-20 napig tart. Egyes fajoknál a fiatal madarak segítenek a szülőknek, felnevelni a következő évi fészekaljat.

## Rendszerezésük
A családba az alábbi alcsaládok és nemek tartoznak:

## Hirundineinae

### Myiotriccini
- Myiotriccus – 1 faj
- Nephelomyias - 3 faj

### Hirundineini
- Hirundinea - 1 faj
- Pyrrhomyias – 1 faj

## Elaeniinae

### Euscarthmini
- Zimmerius – 16 faj
- Stigmatura – 4 faj
- Euscarthmus – 3 faj
- Inezia – 4 faj
- Xanthomyias - 10 faj
- Tyranniscus – 5 faj
- Ornithion – 3 faj
- Camptostoma – 2 faj

### Elaeniini
- Tyrannulus – 1 faj
- Myiopagis – 7 vagy 10 faj
- Elaenia – 23 faj
- Suiriri – 2 faj
- Pseudelaenia – 1 faj
- Capsiempis – 1 faj
- Phyllomyias – 3 faj
- Mecocerculus – 1 vagy 5 faj
- Culicivora – 1 faj
- Pseudocolopteryx – 1 vagy 5 faj
- Serpophaga – 6 faj
- Polystictus - 2 faj
- Uromyias – 2 faj
- Anairetes – 6 faj
- Nesotriccus – 1 faj
- Phaeomyias – 2 faj

## Pipritinae
- Piprites – 3 faj

## Platyrhynchinae

### Platyrhynchini
- Neopipo – 1 faj
- Platyrinchus – 7 faj

### Tachurini
- Tachuris – 1 faj

### Pipromorphini
- Corythopis – 2 faj
- Pseudotriccus – 3 faj
- Leptopogon – 4 faj
- Mionectes – 2 faj
- Pipromorpha - 3 faj
- Pogonotriccus - 7 faj
- Phylloscartes – 16 faj

### Cnipodectini
- Taeniotriccus – 1 faj
- Cnipodectes – 2 faj

### Rhynchocyclini
- Rhynchocyclus – 4 faj
- Tolmomyias – 5 faj

### Todirostrini
- Todirostrum – 7 faj
- Poecilotriccus - 12 faj
- Hemitriccus – 5 faj
- Oncostoma – 9 faj
- Microcochlearius - 1 faj
- Myiornis – 4 faj
- Idioptilon - 13 faj

## Királygébicsformák(Tyranninae)
- Attila – 7 faj
- Ramphotrigon – 4 faj
- Sirystes – 4 faj
- Casiornis – 2 faj
- Rhytipterna – 3 faj
- Myiarchus – 22 faj
- Legatus – 1 faj
- Phelpsia – 1 faj
- Philohydor - 1 faj
- Pitangus – 1 faj
- Machetornis – 1 faj
- Megarynchus – 1 faj
- Tyrannopsis – 1 faj
- Conopias – 4 faj
- Myiodynastes – 5 faj
- Myiozetetes – 4 faj
- Empidonomus – 2 faj
- Milvulus - 1 faj
- Tyrannus – 12 faj

## Fluvicolinae

### Coloniini
- Colonia – 1 faj

### Fluvicolini
- Sublegatus – 3 faj
- Pyrocephalus – 4 faj
- Fluvicola – 3 faj
- Arundinicola – 1 faj
- Muscipipra  – 1 faj
- Gubernetes – 1 faj
- Alectrurus – 2 faj
- Colorhamphus – 1 faj
- Silvicultrix - 4 faj
- Tumbezia – 1 faj
- Ochthoeca - 6 faj

### Contopini
- Myiophobus – 2+4 faj
- Ochthornis – 1 faj
- Xenotriccus – 2 faj
- Cnemotriccus – 1 faj
- Lathrotriccus – 2 faj
- Aphanotriccus – 2 faj
- Mitrephanes – 2 faj
- Sayornis – 3 faj
- Contopus – 14 faj
- Empidonax – 15 faj

### Xolmiini
- Lessonia – 2 faj
- Hymenops – 1 faj
- Knipolegus – 12 faj
- Satrapa – 1 faj
- Muscigralla – 1 faj
- Muscisaxicola – 13 faj
- Syrtidicola – 1 faj
- Cnemarchus – 1 faj
- Polioxolmis – 1 faj
- Xolmis – 7 faj
- Myiotheretes – 4 faj
- Neoxolmis – 1 faj
- Agriornis – 5 faj